# Gerhard Mitter
Gerhard Karl Mitter (Krásná Lípa, 1935. augusztus 30. – Nürburgring, 1969. augusztus 1.) német autóversenyző.

## Pályafutása

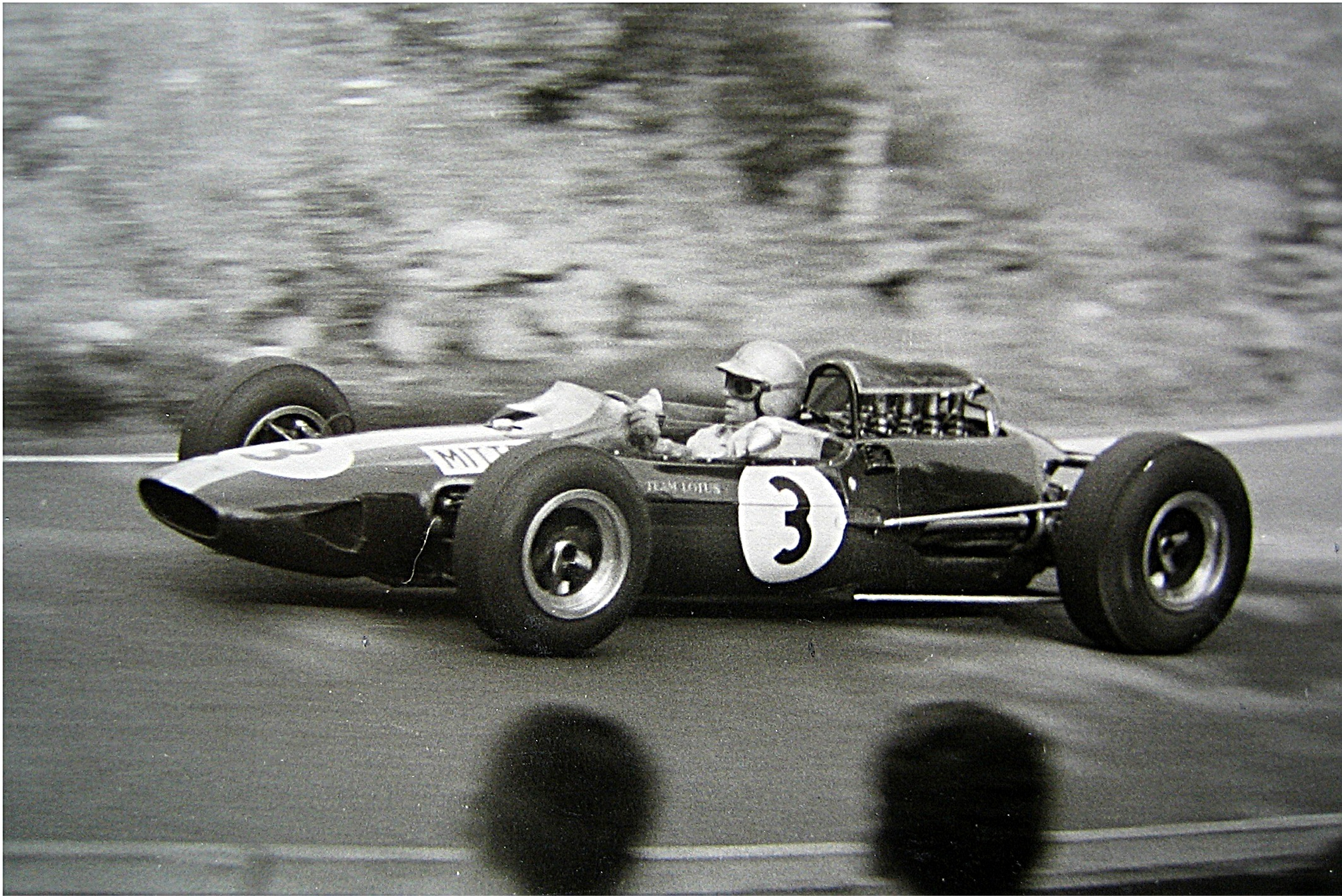
Mitter 1965-ben egy Lotus-al

1960-ban és 1962-ben megnyerte a német Formula–Junior-sorozatot.
1969-ben győzött a Targa Florion.
1963 és 1969 között több világbajnoki Formula–1-es versenyen állt rajthoz. Egyetlen alkalommal végzett pontot érő helyen; az 1963-as német nagydíjon negyedik lett.
Az 1969-es német nagydíjra egy Formula–2-es BMW-vel nevezett. Augusztus 1-jén, a verseny pénteki edzésén halálos balesetet szenvedett. Az eset után a BMW visszahívta másik két versenyzőjét a futamról.

## Eredményei
Teljes Formula–1-es eredménylistája
(Táblázat értelmezése)

(Félkövér: pole-pozícióból indult; dőlt: leggyorsabb kört futott) 

| Év   | Csapat                  | Modell          | Motor               | 1   | 2   | 3      | 4   | 5   | 6      | 7      | 8   | 9   | 10  | 11  | Helyezés | Pont |
| ---- | ----------------------- | --------------- | ------------------- | --- | --- | ------ | --- | --- | ------ | ------ | --- | --- | --- | --- | -------- | ---- |
| 1963 | Ecurie Maarsbergen      | Porsche 718     | Porsche Flat-4      | MON | BEL | NED Ki | FRA | GBR | GER 4  | ITA    | USA | MEX | RSA |     | 12.      | 3    |
| 1964 | Team Lotus              | Lotus 25        | Climax V8           | MON | NED | BEL    | FRA | GBR | GER 9  | AUT    | ITA | USA | MEX |     | -        | 0    |
| 1965 | Team Lotus              | Lotus 25        | Climax V8           | RSA | MON | BEL    | FRA | GBR | NED    | GER Ki | ITA | USA | MEX |     | -        | 0    |
| 1966 | Ron Harris / Team Lotus | Lotus 44 F2     | Cosworth Straight-4 | MON | BEL | FRA    | GBR | NED | GER Ni | ITA    | USA | MEX |     |     | -        | 0    |
| 1967 | Gerhard Mitter          | Brabham BT23 F2 | Cosworth Straight-4 | RSA | MON | NED    | BEL | FRA | GBR    | GER Ki | CAN | ITA | USA | MEX | -        | 0    |
| 1969 | BMW                     | BMW 269 F2      | BMW Straight-4      | RSA | ESP | MON    | NED | FRA | GBR    | GER Ni | ITA | CAN | USA | MEX | -        | 0    |

Le Mans-i 24 órás autóverseny
| Év   | Csapat                      | Autó                   | Csapattárs   | Helyezés | Kiesés oka  |
| ---- | --------------------------- | ---------------------- | ------------ | -------- | ----------- |
| 1964 | Porsche System Engineering  | Porsche 904/8          | Colin Davis  | Kiesett  | Kuplunghiba |
| 1965 | Porsche System Engineering  | Porsche 904/8          | Colin Davis  | Kiesett  | Kuplunghiba |
| 1967 | Porsche Systems Engineering | Porsche 907/6 Langheck | Jochen Rindt | Kiesett  | ?           |
| 1968 | Porsche System Engineering  | Porsche 908            | Vic Elford   | Kizárva  |             |
| 1969 | Porsche System Engineering  | Porsche 908 Langheck   | Udo Schütz   | Kiesett  | Baleset     |

## Fordítás
- Ez a szócikk részben vagy egészben  a   Gerhard Mitter című angol Wikipédia-szócikk fordításán alapul.  Az eredeti cikk szerkesztőit annak laptörténete sorolja fel. Ez a jelzés csupán a megfogalmazás eredetét és a szerzői jogokat jelzi, nem szolgál a cikkben szereplő információk forrásmegjelöléseként.